# Famille Hill (Irlande)
Pour les articles homonymes, voir Hill.
La famille Hill est une famille subsistante de la noblesse britannique, originaire du comté de Down. Elle s'est distinguée par les fonctions politiques et militaires occupées par ses membres.
Elle a été illustrée par Wills Hill, 1er marquis de Downshire, président de la Commission de commerce (1718-1793).

## Histoire
La famille Hill est une famille importante d'Irlande originaire et longtemps implantée dans le comté de Down (actuellement en Irlande du Nord).
Elle reste très attachée à la culture et à la langue irlandaise ainsi, par le biais d'Arthur Hill, 2e marquis de Downshire, elle ne soutient pas et s'oppose à l'acte d'union de 1800 en conséquence de quoi elle se voit sanctionnée politiquement par le gouvernement de William Pitt le Jeune.
La famille a obtenu plusieurs titres qui ont créé différentes branches et rameaux.
La première est celle des marquis de Downshire qui s'est maintenue en Irlande jusqu'en 1922 et qui a récupéré le titre de baron Sandys par le biais d'une condition successoral spéciale.
Cette branche possède le rameau des barons Trevor qui hérite en 1862 des propriétés de la branche des vicomtes Dungannon et qui prend donc leur nom de « Hill-Trevor. »
Un autre rameau est celui des barons Sandys qui par une condition successoral spéciale accordée par lettres patentes ne permet la succession qu'au fils cadet de la première titulaire faute de quoi le titre revient à l'aîné.
Enfin une autre branche est celles des vicomtes Dungannon qui transmet ses propriétés aux barons Trevor et dont le premier titulaire ajoute son nom « Trevor » pour « Hill-Trevor » en janvier 1759 par un acte du Parlement en référence à la famille Trevor.

## Personnalités

### Marquis de Downshire
- Trevor Hill, 1er vicomte Hillsborough (1693-1742), homme politique, fils de Michael Hill ;
- Wills Hill, 1er marquis de Downshire (1718-1793), homme politique, fils du précédent ;
- Arthur Hill, 2e marquis de Downshire (1753-1801), homme politique et militaire, fils du précédent ;
- Arthur Hill, 3e marquis de Downshire (1788-1845), homme politique, fils du précédent ;
- Arthur Hill, 4e marquis de Downshire (1812-1868), homme politique, fils du précédent ;
- Arthur Hill, 5e marquis de Downshire (1844-1874), homme politique et militaire, fils du précédent ;
- Arthur Hill, 6e marquis de Downshire (1871-1918), homme politique, fils du précédent ;
- Arthur Hill, 7e marquis de Downshire (1894-1989), homme politique et militaire, fils du précédent ;
- Robin Hill, 8e marquis de Downshire (1929-2003), homme politique et homme d'affaires, neveu du précédent ;
- Robin Hill, 9e marquis de Downshire (1959-), homme d'affaires, fils du précédent ;

### Vicomte Dungannon
- Arthur Hill-Trevor, 1er vicomte Dungannon (1694-1711), homme politique, fils de Michael Hill ;
- Arthur Hill-Trevor, 2e vicomte Dungannon (1763-1795), homme politique, fils du précédent ;
- Arthur Hill-Trevor, 3e vicomte Dungannon (1798-1862), fils du précédent.

### Baron Trevor
- Edwin Hill-Trevor, 1er baron Trevor (1819-1894), homme politique, fils d' Arthur Hill, 3e marquis de Downshire ;
- Arthur Hill-Trevor, 2e baron Trevor (1852-1923), homme politique, fils du précédent ;
- Charles Hill-Trevor, 3e baron Trevor (1863-1950), homme politique et militaire, frère du précédent ;
- Charles Hill-Trevor, 4e baron Trevor (1928-1997), homme politique, fils du précédent ;
- Marke Hill-Trevor, 5e baron Trevor (1970-), homme politique, fils du précédent.

### Baron Sandys
- Mary Sandys, 1re baronne Sandys (1764-1836), courtisane, épouse d'Arthur Hill, 2e marquis de Downshire ;
- Arthur Hill, 2e baron Sandys (1792-1860), homme politique et militaire, fils de la précédente ;
- Marcus Sandys, 3e baron Sandys (1798-1863), homme politique et diplomate, frère du précédent ;
- Augustus Sandys, 4e baron Sandys (1840-1904), homme politique et militaire, fils du précédent ;
- Michael Sandys, 5e baron Sandys (1855-1948), homme politique, frère du précédent ;
- Arthur Hill, 6e baron Sandys (1876-1961), homme politique et militaire, cousin du précédent ;
- Richard Hill, 7e baron Sandys (1931-2013), homme politique, fils du précédent.

## Titres et armoiries

### Titres
- Marquis de Downshire (20 août 1789)[7]
(Pairie d'Irlande)
  - Comte de Hillsborough (28 août 1772)[7]
(Pairie de Grande-Bretagne)
  - Comte de Hillsborough (3 octobre 1751)[7]
(Pairie d'Irlande)
  - Vicomte Fairford (28 août 1772)[7]
(Pairie de Grande-Bretagne)
  - Vicomte Kilwarlin (3 octobre 1751)[7]
(Pairie d'Irlande)
  - Vicomte Hillsborough (21 août 1717)[8]
(Pairie d'Irlande)
  - Baron Harwich (17 novembre 1756)[7]
(Pairie de Grande-Bretagne)
  - Baron Hill (21 août 1717)[8]
(Pairie d'Irlande)
- Vicomte Dungannon (17 février 1766)[9]
(Pairie d'Irlande)
  - Baron Hill (17 février 1766)[10]
(Pairie d'Irlande)
- Baron Trevor (5 mai 1880)[11]
(Pairie du Royaume-Uni)
- Baron Sandys (19 juin 1802)[2]
(Pairie du Royaume-Uni)

### Armoiries

Hill

Trevor

Hill-Trevor

Sandys

Hill-Sandys

Marquis de Downshire

« De sable à la fasce d'argent chargée de trois coquilles de gueules et accompagnée de trois léopards d'or tachetés du champ. »

« Taillé d'hermine et de contre-hermine, au lion d'or brochant sur le tout. »

« Écartelé : aux I et IV, taillé d'hermine et de contre-hermine, au lion d'or brochant sur le tout, qui est de Trevor ; aux II et III, de sable à la fasce d'argent chargée de trois coquilles de gueules et accompagnée de trois léopards d'or tachetés du champ, qui est de Hill. »

« D'or à la fasce vivrée accompagnée de trois croisettes recroisetées au pied fiché, le tout de gueules. »

« Écartelé : aux I et IV, d'or à la fasce vivrée accompagnée de trois croisettes recroisetées au pied fiché, le tout de gueules, qui est de Sandys ; aux II et III, de sable à la fasce d'argent chargée de trois coquilles de gueules et accompagnée de trois léopards d'or tachetés du champ, qui est de Hill. »

« Écartelé : au I, de sable à la fasce d'argent chargée de trois coquilles de gueules et accompagnée de trois léopards d'or tachetés du champ, qui est de Hill ; au II, taillé d'hermine et de contre-hermine, au lion d'or brochant sur le tout, qui est de Trevor ; au III, de gueules à la quintefeuille d'or, qui est de Rowe ; au IV, d'argent au chevron d'azur accompagné de trois trèfles partis de gueules et de sinople, qui est de Rowe. »

## Généalogie
Cet arbre généalogique représente la lignée agnatique, par conséquent seul la descendance patronymique est développée.

### Arbre généalogique de la famille Hill
Arbre généalogique de la famille Hill
- Sir Moyses Hill (?-1630) X Alice MacDonnel (?-?)
  - Penelope Hill (?-1694) X Arthur Wilmot (?-?) (sans descendance) puis épouse William Brooke (1601-1643) en 1635 (dont descendance) puis épouse Edward Russell (?-1665) (dont descendance).
  - Peter Hill (?-1644) X ?
    - Francis Hill (?-1655) X Ursula Stafford (?-?)
      - Anne Hill (?-1683) X Moyses Hill (?-1664) (sans descendance) puis épouse Patrick Sheridan (1638-1682) en 1667 (sans descendance).
      - Rose Hill (?-?) X Robert Colvil (?-?)

    - Randall Hill (?-?)

  - Arthur Hill (1601-1683) X Anne Bolton (?-1636)
    - Moyses Hill (?-1664) X Anne Hill (?-1683)

  - Arthur Hill (1601-1683) X  Mary Parsons (?-?)
    - William Hill (?-1693) X Eleanor Boyle (?-?)
      - suite de l'arbre généalogique : marquis de Downshire

    - William Hill (?-1693) X Mary Trevor (?-1711)
      - Marcus Hill (?-?)

    - Penelope Hill (?-?) X Richard Coote (1643-1700)
- Sir Moyses Hill (?-1630) X Anne Grogan (?-?)
  - Mary Hill (?-?) X Arthur Parsons (?-?)

### Suite de l'arbre généalogique
- Michael Hill (1672-1699) X (1690) Anne Trevor (1662-1747)
  - Anne Hill (?-1752) X St. John Brodrick (1685-1728)
  - Trevor Hill, 1er vicomte Hillsborough (1693-1742) X Mary Rowe (?-1742)
    - Anne Hill (?-1751) X (1746) John Rawdon, 1er comte de Moira (1720-1793)
    - Wills Hill, 1er marquis de Downshire (1718-1793) X (1747) Margaretta FitzGerald (1729-1766) (dont descendance) puis épouse Mary Stawell, baronne Stawell (1725-1780) en 1768 (sans descendance).
      - Charlotte Hill (?-1804) X (1776) John Chetwynd-Talbot, 1er comte Talbot (1749-1793)
      - Emily Hill (1750-1835) X (1773) James Cecil, 1er marquis de Salisbury (1748-1823)
      - Arthur Hill, 2e marquis de Downshire (1753-1801) X (1786) Mary Sandys, 1re baronne Sandys (1764-1836)
        - Arthur Hill, 3e marquis de Downshire (1788-1845) X (1811) Maria Windsor (1790-1855)
          - Arthur Hill, 4e marquis de Downshire (1812-1868) X (1837) Caroline Stapleton-Cotton (1816-1893)
            - Alice Hill (1842-1928) X (1867) Thomas Taylour, comte de Bective (1944-1893)
            - Arthur Hill, 5e marquis de Downshire (1844-1874) X (1870) Georgiana Balfour (1843-1919)
              - Arthur Hill, 6e marquis de Downshire (1871-1918) X (1893) Katherine Hare (1872-1959) (dont descendance) puis épouse Evelyn Foster (1876-1942) en 1907 (sans descendance).
                - Arthur Hill, 7e marquis de Downshire (1894-1989) X (1953) Noreen Barraclough (1900-1983)
                - Arthur Hill (1895-1953) X (1927) Isabel MacDougall (1900-1961)
                  - Robin Hill, 8e marquis de Downshire (1929-2003) X (1957) Juliet Weld-Forester (1934-1986) (dont descendance) puis épouse Diana Cross (1927-1998)en 1989 (sans descendance) puis épouse Tessa Prain (1940-2023) en 2002 (sans descendance).
                    - Robin Hill, 9e marquis de Downshire (1959-) X (1990) Diana Bunting (1962-)
                      - Isabella Hill (1991-)
                      - Beatrice Hill (1994-)
                      - Edmund Hill, comte de Hillsborough (1996-)
                      - Claudia Hill (1998-)'"

                    - Anthony Hill (1961-) X (1992) Annabel Nall-Cain (1965-)
                      - Marcus Hill (1994-)
                      - Orlando Hill (1997-)
                      - George Hill (2000-)

                    - Georgina Hill (1964-) X (2001) Sam Anderson (?-)

                  - Venice Hill (1930-2016) X (1954) Robert Kindersley, 3e baron Kindersley (1929-2013)
                  - Caroline Hill (1938-) X (1976) Alan Borg (1942-)

                - Kathleen Hill (1898-1960) X (1917) William Rollo (1890-1962) (dont descendance) puis épouse Daniel Asquith (?-?) en 1949 (sans descendance).

            - Arthur Hill (1846-1931) X (1873) Annie Cookes (?-1874)
              - Arthur Hill (1873-1913) X (1908) Roberta Menges (?-?)

            - Arthur Hill (1846-1931) X (1873) Annie Harrison (1849-1944)
              - Nina Hill (1877-1970) X (1907) George Brooke (1877-1914)

          - Charlotte Hill (1815-1861) X (1843) Sir George Chetwynd, 3e baronnet de Brocton Hall (1809-1869)
          - William Hill (1816-1844)
          - Mary Hill (1817-1884) X (1838) Alexander Hood, 1er vicomte Bridport (1726-1814)
          - Edwin Hill-Trevor, 1er baron Trevor (1819-1894) X (1848) Mary Sutton (?-1855)
            - Gertrude Hill-Trevor (?-1870)
            - Arthur Hill-Trevor, 2e baron Trevor (1852-1923) X (1893) Annie Fraser (1857-1895) (sans descendance) puis épouse Rosamond Petre (1857-1942) en 1897 (dont descendance).
              - Mary Hill-Trevor (1899-1904)

          - Edwin Hill-Trevor, 1er baron Trevor (1819-1894) X (1858) Mary Curzon (1837-1911)
            - George Hill-Trevor (1859-1922) X (1893) Ethel Chapman (1872-1960) (dont descendance) puis épouse Helen Stuart (?-1919) en 1910 (sans descendance).
              - Hillyar Hill-Trevor (1895-1914)

            - Edith Hill-Trevor (1861-1940) X (1890) Augustus West (1854-1929)
            - Nina Hill-Trevor (1862-1894)
            - Charles Hill-Trevor, 3e baron Trevor (1863-1950) X (1927) Phyllis Sims (?-1990)
              - Charles Hill-Trevor, 4e baron Trevor (1928-1997) X (1967) Susan Bence (?-?)
                - Marke Hill-Trevor, 5e baron Trevor (1970-)
                - Ian Hill-Trevor (1971-) X (1998) Kate Lord (?-)
                  - Charlotte Hill-Trevor (?-)
                  - Angus Hill-Trevor (2004-)

              - Nevill Hill-Trevor (1931-2002) X (1963) Deborah Jowitt (?-?)
                - Caroline Hill-Trevor (1965-)
                - Diana Hill-Trevor (1967-)

            - Michael Hill-Trevor (1866-1867)
            - Mary Hill-Trevor (1867-1867)
            - Nevill Hill-Trevor (1869-1900)
            - Leila Hill-Trevor (1870-1937)
            - Marcus Hill-Trevor (1872-1918)
            - Arthur Hill-Trevor (1876-1916)
            - Mary Hill-Trevor (1878-1962) X (1901) James Morrison (1873-1934) (dont descendance) puis épouse Douglas Mitchell-Carruthers (1882-1962) en 1915 (sans descendance).
            - Anne Hill-Trevor (1881-1881)

        - Arthur Hill, 2e baron Sandys (1792-1860)
        - Marcus Sandys, 3e baron Sandys (1798-1863) X (1837) Louisa Blake (?-1886)
          - Mary Sandys (1838-1903) X (1858) Sir Edmund Filmer, 9e baronnet d'East Sutton (1835-1886)
          - Augustus Sandys, 4e baron Sandys (1840-1904) X (1872) Augusta Des Voeux (?-1903)
          - Anna Sandys (1841-1876) X (1868) Sir Herbert Langham, 12e baronnet de Cottesbrooke (1840-1909)
          - Cecil Sandys (1844-1935)
          - Charlotte Sandys (1845-1854)
          - Rosa Sandys (1847-1943) X (1874) William Duberly (1841-1888)
          - Marcus Sandys (1849-1897)
          - Nina Sandys (1852-1905) X (1880) Ambrose March Phillipps de Lisle (1834-1883)
          - Michael Sandys, 5e baron Sandys (1855-1948) X (1886) Marjorie Morgan (?-1829)
          - Edmund Sandys (1860-1914)

        - Arthur Hill (1800-1831)
        - George Hill (1801-1879) X (1834)  Cassandra Knight (1806-1842)
          - Norah Hill (1835-1920) X (1859) Somerset Ward (1833-1912)
          - Cassandra Hill (1842-1901)
          - Arthur Hill (1837-1923) X (1859) Helen Trench (1846-1935)
            - Cicely Hill (1871-1912) X (1911) Sackville Tufton (1875-1936)
            - Madeline Hill (1873-1921) X (1917) John Sclater (1862-1918)
            - Mary Hill (1874-1968) X (1909) Edgar Chippindale (1865-1937)
            - Arthur Hill, 6e baron Sandys (1876-1961) X (1924) Cynthia Trench-Gascoigne (1898-1990)
              - Patricia Hill(1926-1957) X (1955) John Cockerell (1924-1985)
              - Cynthia Hill (1929-2018) X (1954) Charles Wingfield (1924-2007)
              - Richard Hill, 7e baron Sandys (1931-2013) X (1961) Patricia Hall (1926-2015)

            - Richard Hill (1880-1954)
            - Dorothy Hill (1882-1945)
            - George Hill (1887-1963) X (1921) Patricia Tufton (1900-1979)
              - Marcus Hill (1931-1993) X Margaret Davies (1925-2014)

          - Augustus Hill (1839-1908)

        - George Hill (1801-1879) X (1847) Louisa Knight (1804-1889)
          - George Hill (1849-1911)

  - Arthur Hill-Trevor, 1er vicomte Dungannon (1694-1711) X (1737) Anne Stafford (1715-?)
    - Arthur Hill-Trevor (1738-1770) X (1762) Letitia Morres (?-1801)
      - Arthur Hill-Trevor, 2e vicomte Dungannon (1763-1795) X (1795) Charlotte Fitzroy (1767-1828)
        - Arthur Hill-Trevor, 3e vicomte Dungannon (1798-1862) X (1821) Sophia Irvine (1799-1880)
        - Charles Hill-Trevor (1801-1823)

    - Anne Hill (1742-1831) X (1759) Garret Wesley, 1er comte de Mornington (1735-1781)
    - Prudence Hill-Trevor (1745-?) X (1765) Charles Leslie (1732-1800)

## Alliances

### Branche des marquis de Downshire
Cette famille s'est alliée aux familles : Brooke (1635), Sheridan (1667), Rawdon (1746), FitzGerald (1747), Stawell (1768), Cecil (1773), Chetwynd-Talbot (1776), Sandy (1786), Windsor  (1811), Stapleton-Cotton (1837), Hood (1838), Chetwynd (1843), Taylour (1867), Balfour (1870), Cookes (1873), Harrison (1873), Hare (1893), Brooke (1907), Foster (1907), Menges (1908), Rollo (1917), MacDougall (1927), Asquith (1949), Barraclough (1953), Kindersley (1954), Weld-Forester (1957), Borg (1976), Cross (1989), Bunting (1990), Nall-Cain (1992), Anderson (2001), Prain (2002), Bolton, Boyle, Brodrick, Colvil, Coote, Grogan, MacDonnel, Parsons, Rowe, Russell, Stafford, Trevor, Wilmot...

### Branche des barons Trevor
Cette famille s'est alliée aux familles : Sutton (1848), Curzon (1858), West (1890), Chapman (1893), Fraser (1893), Petre (1897), Morrison (1901), Stuart (1910), Mitchell-Carruthers (1915), Sims (1927), Jowitt (1963), Bence (1967), Lord (1998).

### Branche des barons Sandys
Cette famille s'est alliée aux familles : Knight (1834), Blake (1837), Knight (1847), Filmer (1858), Trench (1859 et 1924), Ward (1859), Langham (1868), Des Voeux (1872), Duberly (1874), March Phillipps de Lisle (1880), Morgan (1886), Chippindale (1909), Tufton (1911), Sclater (1917), Tufton (1921), Wingfield (1954), Cockerell (1955), Hall (1961), Davies.

### Branche des vicomtes Dungannon
Cette famille s'est alliée aux familles : Stafford (1737), Wellesley (1759), Morres (1762), Leslie (1765), Fitzroy (1795), Irvine (1821).